# Elecciones municipales de Lima de 1980
Las elecciones municipales de Lima de 1980 se llevaron a cabo el 23 de noviembre de 1980 para elegir al alcalde y al Concejo Metropolitano de Lima para el periodo 1981-1983. La elección se celebró simultáneamente con elecciones municipales (provinciales y distritales) en todo el país. Fueron las primeras elecciones municipales en la capital desde 1966, tras 12 años de gobierno militar.
Las elecciones municipales se celebraron unos meses después de las elecciones generales, en las que Acción Popular había logrado una victoria contundente con mayoría absoluta. En esta ocasión, el ministro belaundista Eduardo Orrego Villacorta fue seleccionado como el candidato oficial del partido. Por otro lado, las fuerzas de izquierda se unieron por primera vez bajo la coalición Izquierda Unida, presentando como candidato a su líder Alfonso Barrantes Lingán. El Partido Popular Cristiano, por su parte, propuso a Ricardo Amiel Meza como su candidato, mientras que el Partido Aprista Peruano nominó a Justo Enrique Debarbieri.
El proceso electoral culminó con la elección de Orrego Villacorta como Alcalde Metropolitano de Lima. Acción Popular no solo aseguró la alcaldía de la capital, sino que también lograron consolidar su poder en la provincia de Lima al obtener el control de la mayoría de los distritos, ganando con la administración de 22 de los 38 municipios, más de la mitad del total. Este éxito electoral estableció un precedente significativo, ya que Acción Popular no volvería a obtener el gobierno de la capital peruana hasta las elecciones de 2018, casi cuarenta años después.

## Sistema electoral
La Municipalidad Metropolitana de Lima es el órgano administrativo y de gobierno de la provincia de Lima. Está compuesta por el alcalde y el Concejo Metropolitano.
La votación del alcalde y el concejo se realiza en base al sufragio universal, que comprende a todos los ciudadanos nacionales mayores de dieciocho años, empadronados y residentes en la provincia de Lima y en pleno goce de sus derechos políticos, así como a los ciudadanos no nacionales residentes y empadronados en la provincia de Lima.
El Concejo Metropolitano de Lima está compuesto por 38 regidores elegidos por sufragio directo para un período de tres (3) años, en forma conjunta con la elección del alcalde (quien lo preside). La votación es por lista cerrada y bloqueada. Se asigna a cada lista los escaños según el método d'Hondt.

## Partidos y candidatos
A continuación se muestra una lista de los principales partidos y alianzas electorales que participaron en las elecciones:
| Candidatura | Candidatura | Partidos y alianzas | Candidatos | Candidatos                | Ideología                                               | Ref.  |
| ----------- | ----------- | --- | ---------- | ------------------------- | ------------------------------------------------------- | ----- |
|             | AP          | Lista - Acción Popular (AP) |            | Eduardo Orrego Villacorta | Humanismo Nacionalismo cívico Reformismo                | [ 1 ] |
|             | APRA        | Lista - Partido Aprista Peruano (APRA) |            | Justo Enrique Debarbieri  | Aprismo                                                 | [ 1 ] |
|             | PPC         | Lista - Partido Popular Cristiano (PPC) |            | Ricardo Amiel Meza        | Conservadurismo social Humanismo Democracia cristiana   | [ 1 ] |
|             | IU          | Lista - Izquierda Unida (IU) – Unión de Izquierda Revolucionaria (UNIR) – Unidad Democrático Popular (UDP) – Partido Socialista Revolucionario (PSR) – Partido Comunista Revolucionario (PCR) – Partido Comunista Peruano (PCP) – Frente Obrero Campesino Estudiantil y Popular (FOCEP) |            | Alfonso Barrantes Lingán  | Socialismo democrático Marxismo-leninismo Mariateguismo | [ 1 ] |

## Resultados

### Sumario general

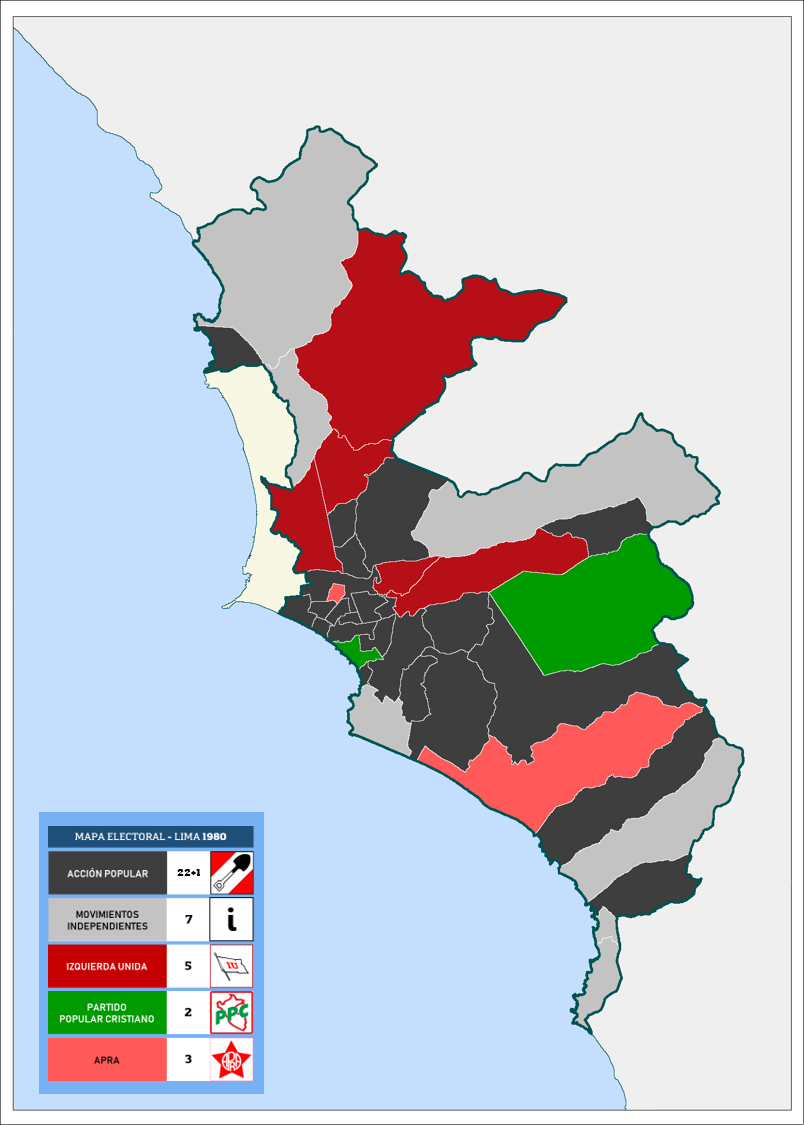
Elecciones municipales distritales de Lima de 1980.

|                        |                                 |              |              |              |           |           |
| Partidos y coaliciones | Partidos y coaliciones          | Voto popular | Voto popular | Voto popular | Regidores | Regidores |
| Partidos y coaliciones | Partidos y coaliciones          | Votos        | %            | +/−          | Total     | +/−       |
|                        | Acción Popular (AP)             | 527,757      | 34.87        | n/a          | 13        | n/a       |
|                        | Izquierda Unida (IU)            | 427,738      | 28.26        | n/a          | 11        | n/a       |
|                        | Partido Popular Cristiano (PPC) | 311,150      | 20.56        | n/a          | 8         | n/a       |
|                        | Partido Aprista Peruano (APRA)  | 246,860      | 16.31        | n/a          | 6         | n/a       |
|                        |                                 |              |              |              |           |           |
| Total                  | Total                           | 1,513,505    |              |              | 38        | n/a       |
|                        |                                 |              |              |              |           |           |
| Votos válidos          | Votos válidos                   | 1,513,505    | 91.01        | n/a          |           |           |
| Votos en blanco        | Votos en blanco                 | 38,000       | 2.29         | n/a          |           |           |
| Votos nulos            | Votos nulos                     | 111,437      | 6.70         | n/a          |           |           |
| Votos emitidos         | Votos emitidos                  | 1,662,942    | 79.31        | n/a          |           |           |
| Abstenciones           | Abstenciones                    | 433,712      | 20.69        | n/a          |           |           |
| Votantes registrados   | Votantes registrados            | 2,096,654    |              |              |           |           |
|                        |                                 |              |              |              |           |           |
| Fuente:                |                                 |              |              |              |           |           |

### Concejo Metropolitano de Lima
| Cargo                          | Autoridad electa                  | Partido político | Partido político          |
| ------------------------------ | --------------------------------- | ---------------- | ------------------------- |
| Alcalde Metropolitano de Lima  | Eduardo Orrego Villacorta         |                  | Acción Popular            |
| Regidor Metropolitano de Lima  | Fernando Rincón Bazo              |                  | Acción Popular            |
| Regidor Metropolitano de Lima  | Aldo Rodríguez Espina             |                  | Acción Popular            |
| Regidor Metropolitano de Lima  | Manuel Romero Seminario           |                  | Acción Popular            |
| Regidor Metropolitano de Lima  | Lino Ampuero Miranda              |                  | Acción Popular            |
| Regidor Metropolitano de Lima  | Álvaro Becerra Sotero             |                  | Acción Popular            |
| Regidor Metropolitano de Lima  | Luis Ortega Navarrete             |                  | Acción Popular            |
| Regidor Metropolitano de Lima  | Isaías Zevallos Gomero            |                  | Acción Popular            |
| Regidora Metropolitana de Lima | Doris Talledo Berrocal de Serrano |                  | Acción Popular            |
| Regidor Metropolitano de Lima  | Luis Castañeda Lossio             |                  | Acción Popular            |
| Regidor Metropolitano de Lima  | Valentín Gazzani Boswrth          |                  | Acción Popular            |
| Regidor Metropolitano de Lima  | Manuel Bentín Diez Canseco        |                  | Acción Popular            |
| Regidor Metropolitano de Lima  | Justo Alva Rojas                  |                  | Acción Popular            |
| Regidor Metropolitano de Lima  | Pérez Uribe de Paulette           |                  | Acción Popular            |
| Regidor Metropolitano de Lima  | Eduardo Castillo Sánchez          |                  | Izquierda Unida           |
| Regidor Metropolitano de Lima  | Baltazar Caravedo Molinari        |                  | Izquierda Unida           |
| Regidor Metropolitano de Lima  | César Rojas Huaroto               |                  | Izquierda Unida           |
| Regidor Metropolitano de Lima  | Diego García-Sayán Larrabure      |                  | Izquierda Unida           |
| Regidor Metropolitano de Lima  | Marcial Rubio Correa              |                  | Izquierda Unida           |
| Regidor Metropolitano de Lima  | Ángel Delgado Silva               |                  | Izquierda Unida           |
| Regidor Metropolitano de Lima  | Marco Tulio Gutiérrez Martínez    |                  | Izquierda Unida           |
| Regidor Metropolitano de Lima  | Lucio Rolando Contreras R.        |                  | Izquierda Unida           |
| Regidora Metropolitana de Lima | Juana Asalde Policarpio           |                  | Izquierda Unida           |
| Regidor Metropolitano de Lima  | Arturo Sánchez Vicente            |                  | Izquierda Unida           |
| Regidor Metropolitano de Lima  | Isidro Quinto Ancheraico          |                  | Izquierda Unida           |
| Regidora Metropolitana de Lima | Gabriela Porto de Power           |                  | Partido Popular Cristiano |
| Regidor Metropolitano de Lima  | Javier Aramburú Menchaca          |                  | Partido Popular Cristiano |
| Regidor Metropolitano de Lima  | Alejandro Alva Manfredi           |                  | Partido Popular Cristiano |
| Regidor Metropolitano de Lima  | Javier Bedoya de Vivanco          |                  | Partido Popular Cristiano |
| Regidor Metropolitano de Lima  | Luis García Miró Elguera          |                  | Partido Popular Cristiano |
| Regidor Metropolitano de Lima  | Manuel Chamorro Sáenz             |                  | Partido Popular Cristiano |
| Regidor Metropolitano de Lima  | César Castañeda Paredes           |                  | Partido Popular Cristiano |
| Regidor Metropolitano de Lima  | José León Barandiarán Harth       |                  | Partido Popular Cristiano |
| Regidor Metropolitano de Lima  | Fernando Cabieses Molina          |                  | Partido Aprista Peruano   |
| Regidor Metropolitano de Lima  | Abel Salinas Izaguirre            |                  | Partido Aprista Peruano   |
| Regidor Metropolitano de Lima  | Gonzalo Durant Aspíllaga          |                  | Partido Aprista Peruano   |
| Regidor Metropolitano de Lima  | Wilfredo Huayta Núñez             |                  | Partido Aprista Peruano   |
| Regidor Metropolitano de Lima  | Tulio Velásquez Quevedo           |                  | Partido Aprista Peruano   |
| Regidor Metropolitano de Lima  | Pedro Coronado Labó               |                  | Partido Aprista Peruano   |

## Elecciones municipales distritales

### Sumario general
| Partidos y coaliciones | Partidos y coaliciones                              | Voto popular | Voto popular | Voto popular | Alcaldías | Alcaldías |
| Partidos y coaliciones | Partidos y coaliciones                              | Votos        | %            | +/−          | Total     | +/−       |
| ---------------------- | --------------------------------------------------- | ------------ | ------------ | ------------ | --------- | --------- |
|                        | Acción Popular (AP)                                 | 409,272      | 32.60        | n/a          | 22        | n/a       |
|                        | Izquierda Unida (IU)                                | 273,288      | 21.77        | n/a          | 5         | n/a       |
|                        | Partido Popular Cristiano (PPC)                     | 226,969      | 18.08        | n/a          | 2         | n/a       |
|                        | Partido Aprista Peruano (APRA)                      | 212,944      | 16.96        | n/a          | 2         | n/a       |
|                        | Partido Revolucionario de los Trabajadores (PRT)    | 3,576        | 0.28         | n/a          | 0         | n/a       |
|                        | Frente Nacional de Trabajadores y Campesinos (FNTC) | 3,513        | 0.28         | n/a          | 0         | n/a       |
|                        | Partido Demócrata Cristiano (PDC)                   | 1,121        | 0.09         | n/a          | 0         | n/a       |
|                        | Unión Nacional Odriísta (UNO)                       | 786          | 0.06         | n/a          | 0         | n/a       |
|                        | Listas independientes distritales                   | 124,006      | 9.88         | n/a          | 7         | n/a       |
|                        |                                                     |              |              |              |           |           |
| Total                  | Total                                               | 1,255,475    |              |              | 38        | n/a       |
|                        |                                                     |              |              |              |           |           |
| Votos válidos          | Votos válidos                                       | 1,255,475    | 91.03        | n/a          |           |           |
| Votos en blanco        | Votos en blanco                                     | 37,438       | 2.71         | n/a          |           |           |
| Votos nulos            | Votos nulos                                         | 86,237       | 6.25         | n/a          |           |           |
| Votos emitidos         | Votos emitidos                                      | 1,379,150    | 77.33        | n/a          |           |           |
| Abstenciones           | Abstenciones                                        | 404,216      | 22.67        | n/a          |           |           |
| Votantes registrados   | Votantes registrados                                | 1,783,366    |              |              |           |           |
|                        |                                                     |              |              |              |           |           |
| Fuente:                |                                                     |              |              |              |           |           |

### Resultados por distrito
La siguiente tabla enumera el control de los distritos de la provincia de Lima.
| Distritos               | Alcalde(sa) electo(a)              | Partido político | Partido político            |
| ----------------------- | ---------------------------------- | ---------------- | --------------------------- |
| Ancón                   | Luis Ratto Pratolongo              |                  | Anconera                    |
| Ate                     | Franklin Acosta del Pozo           |                  | Izquierda Unida             |
| Barranco                | Nicomedes Montalván Prado          |                  | Acción Popular              |
| Breña                   | Alfredo Swayne de la Cruz          |                  | Partido Aprista Peruano     |
| Carabayllo              | José Távara Castillo               |                  | Izquierda Unida             |
| Chaclacayo              | Antonio Rovira Valdez              |                  | Acción Popular              |
| Chorrillos              | Pablo Gutiérrez Weselby            |                  | Ante Todo                   |
| Cieneguilla             | Erich Mahnke Suárez                |                  | Partido Popular Cristiano   |
| Comas                   | Arnulfo Medina Cruces              |                  | Izquierda Unida             |
| El Agustino             | Alberto Gamarra Mallma             |                  | Izquierda Unida             |
| Independencia           | Leoncio Loja Vigo                  |                  | Acción Popular              |
| Jesús María             | Manuel Escalante Fortón            |                  | Acción Popular              |
| La Molina               | Manuel Ungaro Zevallos             |                  | Acción Popular              |
| La Victoria             | Armando Valdivieso Espinoza        |                  | Acción Popular              |
| Lince                   | José Loyola Ribbeck                |                  | Acción Popular              |
| Lurigancho              | Oswaldo Burga Saldaña              |                  | Movimiento Comunal          |
| Lurín                   | Guadulfo Silva Carbajal            |                  | Partido Aprista Peruano     |
| Magdalena del Mar       | Juan Moreno Lozano                 |                  | Acción Popular              |
| Miraflores              | Jorge Rodríguez-Larraín Pendergast |                  | Partido Popular Cristiano   |
| Pachacámac              | Justo Martínez Silva               |                  | Acción Popular              |
| Pucusana                | Octavio Carrillo Caycho            |                  | Independiente de Pucusana   |
| Pueblo Libre            | Francisco Rueda San Martín         |                  | Acción Popular              |
| Puente Piedra           | Luis Higa Novorikawa               |                  | Integración                 |
| Punta Hermosa           | Geraldo Castro García              |                  | Acción Popular              |
| Punta Negra             | Carlos Ruiz Bogovich               |                  | Frente Independiente        |
| Rímac                   | José Delgado Arenas                |                  | Acción Popular              |
| San Bartolo             | Antonio Carrillo Ávalos            |                  | Acción Popular              |
| San Isidro              | Alberto Conroy Mena                |                  | Acción Popular              |
| San Juan de Lurigancho  | Ricardo Reyes Dioses               |                  | Acción Popular              |
| San Juan de Miraflores  | Alfredo Moscoso San Miguel         |                  | Acción Popular              |
| San Luis                | Nicanor Gamarra Márquez            |                  | Acción Popular              |
| San Martín de Porres    | Willy Fernández Melo               |                  | Izquierda Unida             |
| San Miguel              | Aníbal Málaga Gonzales             |                  | Acción Popular              |
| Santa María del Mar     | Mercedes Flores de Lercari         |                  | Independiente de Residentes |
| Santa Rosa              | Juan Zegarra Cánepa                |                  | Acción Popular              |
| Santiago de Surco       | Humberto Cuya Soriano              |                  | Acción Popular              |
| Surquillo               | Juan Alvarado Vela                 |                  | Acción Popular              |
| Villa María del Triunfo | Óscar López Chávez                 |                  | Acción Popular              |